# آلفاویر
آلفاویر (به اسپانیایی: Alfauir) یک شهرستان در اسپانیا است که در Safor واقع شده‌است.

## خصوصیات
آلفاویر ۶٫۲ کیلومترمربع مساحت و ۴۴۴ نفر جمعیت دارد و ۷۵ متر بالاتر از سطح دریا واقع شده‌است.